# 厚木市消防本部
厚木市消防本部（あつぎししょうぼうほんぶ）は、神奈川県厚木市の消防部局（消防本部）。管轄区域は厚木市と愛甲郡清川村。

## 概要
- 消防本部：神奈川県厚木市寿町3-4-10
- 管内面積：165.12km2
- 職員定数：249人
- 消防署2カ所、分署7カ所
- 主力機械（2020年4月1日現在）
  - 普通消防ポンプ自動車：10
  - 水槽付消防ポンプ自動車：2
  - はしご付消防自動車：2
  - 化学消防自動車：2
  - 救急自動車：10
  - 指令車：3
  - 救助工作車：2
  - 水難救助車 : 1
  - 広報車：2
  - 作業車 : 14台
  - 拠点機能形成車 : 1
  - 調査車 : 1
  - 査察車 : 7
  - オートバイ : 7
  - その他：5

【主力機械に関する参考文献：厚木市消防年報（令和2年版）】

## 沿革
- 1960年12月1日 - 市役所消防課において消防常備隊が発足する。
- 1961年6月3日 - 救急業務を開始する。
- 1963年4月1日 - 厚木市消防本部及び厚木市消防署を開設する。
- 1972年7月1日 - 消防庁舎が落成する。
- 1977年4月1日 - 荻野分署を開設し、救急業務も開始する。
- 1979年4月1日 - 南毛利分署を開設する。
- 1980年4月1日 - 依知分署を開設する。
- 1981年10月1日 - 南毛利分署で救急業務を開始する。
- 1982年4月1日 - 相川分署を開設する。
- 1984年4月1日 - 小鮎分署を開設する。
- 1987年4月1日 - 依知分署で救急業務を開始する。
- 1991年4月1日
  - 相川分署で救急業務を開始する。
  - 睦合分署を開設する。
- 1992年7月11日 - 玉川分署を開設する。
- 1994年3月17日 - 初の高規格救急車を配置する。
- 1995年7月1日 - 荻野分署が北消防署に昇格し、2署体制となる。厚木市消防署は厚木消防署と改称する。
- 2000年11月3日 - 北消防署の新庁舎が完成する。
- 2011年3月11日 - 東日本大震災に緊急消防援助隊を派遣した。
- 2014年2月19日 - 北消防署依知分署が新庁舎（関口869番地1）に移転する。
- 2015年 - 厚木消防署に高度救助隊を設置する。
- 2016年4月1日 - 消防広域化により、清川村の消防事務を受託。清川分署を設置する。

## 組織
- 本部 - 消防総務課、警防課、予防課、救急救命課
- 消防署 - 管理係、警備第一課、警備第二課

## 消防署
| 消防署     | 住所                                                                                    | 分署                                                                           |
| ---------- | --------------------------------------------------------------------------------------- | ------------------------------------------------------------------------------ |
| 厚木消防署 | 寿町3-4-10（北緯35度26分43.3秒 東経139度21分40.7秒 / 北緯35.445361度 東経139.361306度） | 南毛利：長谷1574-3 相川：酒井1417-1 玉川：七沢751-1                            |
| 北消防署   | 下荻野135-1（北緯35度28分59.6秒 東経139度20分1.9秒 / 北緯35.483222度 東経139.333861度） | 依知：関口869-1 小鮎：飯山3481-1 睦合：三田1475-1 清川：愛甲郡清川村煤ケ谷2216 |